# Акжалская поселковая администрация
Акжалская поселковая администрация (каз. Ақжал кенттік әкімдігі) — административная единица в составе Шетского района Карагандинской области Казахстана. Административный центр — поселок Акжал.
Население — 3875 человека (2009; 3969 в 1999,  4642 в 1989).

По состоянию на 1989 год существовали Акжалский поселковый совет (пгт Акжал) и Карабулакский сельский совет (сёла Акжартас, Акшокы) ликвидированного Агадырского района. В 2010 году было образовано новое село Аякши.

## Состав
В состав администрации входят следующие населённые пункты:
| Населённый пункт | Население, человек (1989) | Население, человек (1999) | Население, человек (2009) |
| ---------------- | ------------------------- | ------------------------- | ------------------------- |
| Акжал, поселок   | 3451                      | 3374                      | 3397                      |
| Акжартас, село   | 1018                      | 595                       | 478                       |
| Акшоки, село     | 173                       |                           |                           |
| Аякши, село      | -                         |                           |                           |

### Зимовки
- с. Акжартас
  1. зимовка Айжан
  2. зимовка Акшокы
  3. зимовка Ансакыр
  4. зимовка Ахмедиев
  5. зимовка Ахмет
  6. зимовка Бабас
  7. зимовка Башин
  8. зимовка Бокай
  9. зимовка Есенкуль
  10. зимовка Ескиаша
  11. зимовка Ескиорталы·
  12. зимовка Старая школа
  13. зимовка Комек
  14. зимовка Карасу
  15. зимовка Карашан
  16. зимовка Кумжан
  17. зимовка Мусагажи
  18. зимовка Hурбек
  19. зимовка Ортакон
  20. зимовка Сарыши
  21. зимовка Сембай
  22. зимовка Суанбек
  23. зимовка Жетимекн
  24. зимовка Тулкили
  25. зимовка Уйтас
  26. зимовка Шенгельды
  27. зимовка Шошакуй
  28. зимовка Жайлау № 82
  29. зимовка Мейрам
  30. зимовка Абдир
  31. зимовка Кумола
  32. зимовка Мухтар
  33. зимовка Сарыоба
  34. зимовка Серге
  35. зимовка Тастак
  36. зимовка Туяк
  37. зимовка Шурык
  38. зимовка Мыржикбай[6]

## Акимы
1. Смагулов Елдос Жарылгапулы 2008 - 2010
2. Садыков Кайыргали Бергалиевич ? - 2024